# 韓根祖

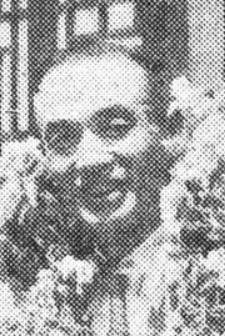
1958年

韓 根祖（ハン・グンジョ、朝鮮語: 한근조/韓根祖、1895年7月19日 - 1972年2月8日）は、日本統治時代の朝鮮および大韓民国の弁護士、政治家、実業家。平壌市長、第4・5・6代韓国国会議員を歴任した。
本貫は清州韓氏。カトリック教徒。

## 経歴
平安南道江西郡出身、本籍はソウル。1921年明治大学法学部卒。翌年の弁護士試験合格後は平壌で弁護士として活動し、平壌弁護士会長を経て、大東亜戦争勃発以降は農村に隠居した。光復後は平壌市長、平安南道政治委員を務めた。その後は越南し、米軍政庁大法院大法官、司法部法務次長、曺晩植が率いる朝鮮民主党の副党首・最高委員、憲法起草専門委員、司法科・行政科考試委員、高等選考委員、弁護士試験委員、韓国日報社社長、民主党中央常任委員会議長・ソウル鍾路乙区党委員長を務めた。1958年の第4代総選挙で国会議員に初当選した。
1972年2月8日、ソウル市鍾路区の自宅で死去。享年77。

## エピソード
1970年太極出版社刊行の『現代韓国人物全集』では曺晩植の部分を担当した。